# مقاطعة ساليان
مقاطعة ساليان (بالأذرية: Salyan rayonu)‏ هي مقاطعة في أذربيجان، بلغ عدد سكانها 139,700 نسمة وذلك حسب إحصائيات سنة 2019، عاصمتها Salyan, Azerbaijan ‏، تبلغ مساحتها 1,799 كيلومتر مربع، رمزها البريدي هو AZ 5200.